# Fernando Sánchez de Tovar
Fernando Sánchez de Tovar, 1. Herr von Belves (auch Fernán Sánchez de Tovar, † 1384 in der Nähe von Lissabon, Portugal) war ein wichtiger kastilischer Soldat und Admiral während des Mittelalters.

## Soldat von Kastilien
Fernando Sánchez de Tovar begann seine Karriere während der Regierungszeit von Peter I. von Kastilien. Bei Beginn des Ersten Kastilischen Bürgerkrieges war er Adelantado Mayor. 1359 sammelte er seine ersten Erfahrungen auf See als Kapitän einer Galeere während des parallel ablaufenden Krieges der beiden Peter.
1366 verriet er im Laufe des Ersten Kastilischen Bürgerkrieges den König und übergab die Stadt von Calahorra seinem Halbbruder und Feind Heinrich II. von Trastámara. Dafür tötete Peter I. seinen Bruder Juan Sánchez de Tovar. Ein Jahr später kämpfte er auf Seiten von Heinrich II. während der Schlacht von Nájera. Als Heinrich II. in der Schlacht verlor, floh er mit ihm nach Aragon. Nach dem Tod Peters I. in der Schlacht von Montiel und der Thronbesteigung Heinrichs II, genoss Fernando Sanchez de Tovar weiterhin das Vertrauen Heinrichs II. und wurde deshalb zum Guarda Mayor und zum Herrn von Belvès ernannt.

## Admiral

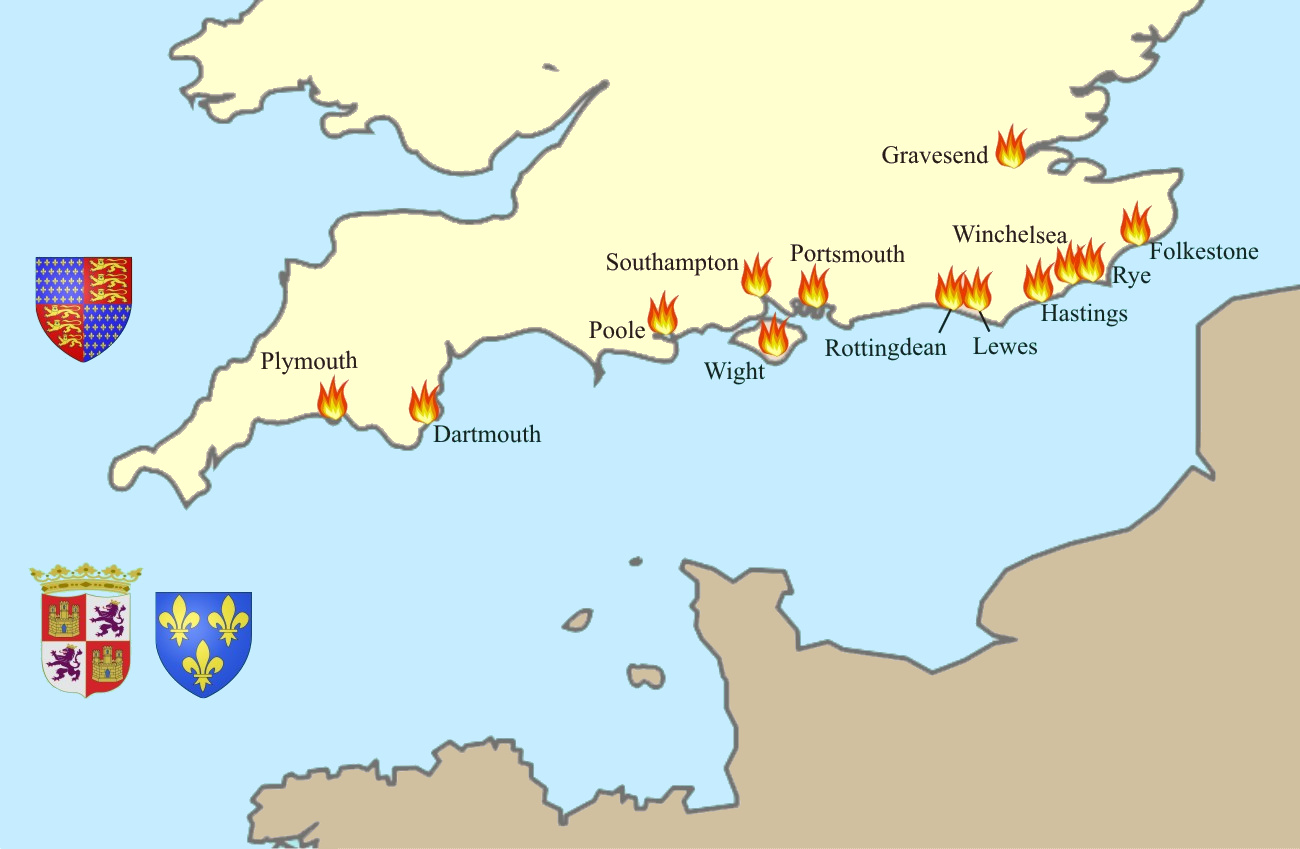
Angriffe gegen England durch Tovar und Vienne (1374–1380).

Der Vertrag von Toledo vom 20. November 1368, den Heinrich II. mit Karl V. von Frankreich unterzeichnet hatte, verpflichtete Heinrich gegenüber Karl V. bei seinem Kampf gegen England (Hundertjähriger Krieg), ihn mit Hilfe seiner mächtigen Flotte zu unterstützen als Dank für die Hilfe Frankreichs bei seinem Sieg über Peter I und als Rache für die Hilfe Englands gegenüber dem Besiegten. Die Franzosen nahmen die Feindseligkeiten mit England im darauffolgenden Jahr wieder auf und forderten dann gemäß dem Vertrag die Zusammenarbeit der Kastilier bei den kommenden Auseinandersetzungen. Die Kastilier kamen ihren Verpflichtungen nach und brachten die Engländer mit Siegen wie bei La Rochelle (1372) in die Defensive und errangen so auch die Vorherrschaft auf See, die die Engländer vorher innehatten. Sánchez de Tovar war an der Schlacht beteiligt und er, als Anführer einer Flotte, half später im Jahr 1373 auch bei der Eroberung von Brest.
1374 wurde er wegen seiner Leistungen zum Nachfolger von Ambrosio Boccanegra als Oberbefehlshaber der Kastilischen Flotte (Admiral von Kastilien) ernannt. Er wurde so der 20. Admiral von Kastilien. Wegen der feindlichen Politik von John of Gaunt, 1. Duke of Lancaster, der auch Anspruch auf den kastilischen Thron hatte, beschloss der neue König Heinrich II. von Kastilien den Krieg zu eskalieren. Als Konsequenz führte Sánchez de Tovar ab 1374 die kastilische Flotte zusammen mit der Französischen, die von Jean de Vienne geführt wurde, nach England und plünderte im Süden des Landes die Isle of Wight, die englischen Häfen von Rye, Rottingdean, Lewes, Folkestone, Plymouth, Portsmouth und Hastings. 1380 griff er schließlich die Flotte die Themse an und zerstörte dort alle Häfen bis hin zu Gravesend, der damals wichtigsten Hafenstadt Englands, die 20 Meilen östlich von London ist, was die Vormachtstellung Kastiliens auf See zementierte.

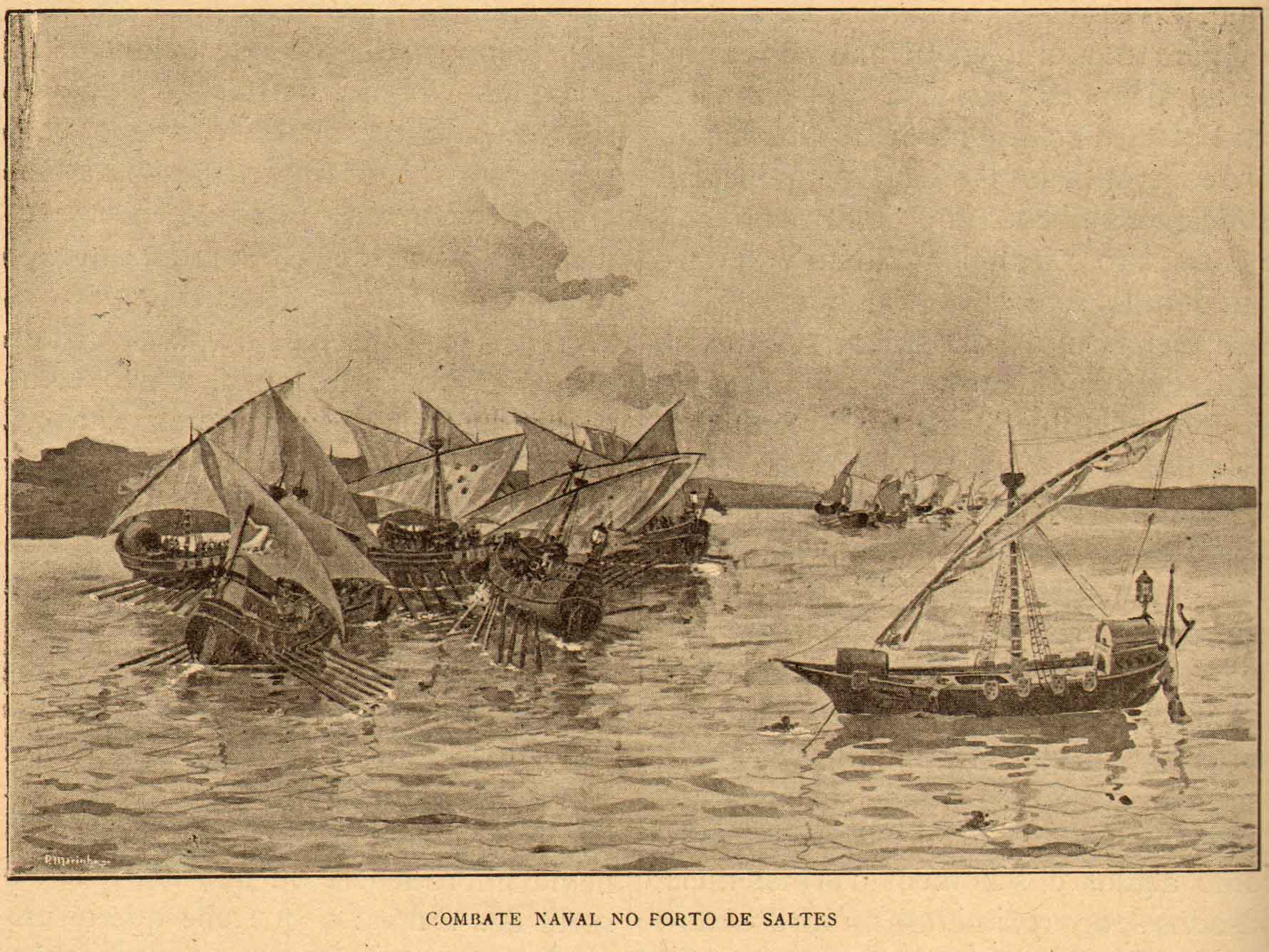
Die Seeschlacht vor Saltés (1381)

1381 kehrte Fernando Sánchez de Tovar zur Iberischen Halbinsel zurück, um gegen Portugal zu kämpfen, das sich unter der Führung von Ferdinand I., wie bei zwei vorherigen von ihm angeführten Kriegen, England angeschlossen hatte. Während des daraus entstandenen Dritten Ferdinandinischen Krieges zeigte Sánchez de Tovar erneut seine großen Fähigkeiten als Flottenführer und besiegte vernichtend eine portugiesische Flotte in der Seeschlacht vor der Insel Saltes. Dieser Sieg machte die Vormachtstellung Kastiliens auf See von da an bis auf Weiteres unwiderruflich. Zusätzlich zwangen dieser Sieg und Tovars Belagerung und Angriff auf See von Lissabon im Frühjahr 1382, zusammen mit den Exzessen der englischen Verbündeten in Portugal, dem König von Portugal im nächsten Jahr Frieden mit Kastilien zu schließen und er führte auch dazu, dass Johann I. von Kastilien, Sohn und Nachfolger von Heinrich II, ihn zum Herrn von Belves ernannte. 1382 kehrte er nach Frankreich zurück und schloss sich der Armee von Karl VI. während der Belagerung von Brügge an, die vom Rebellen Philip van Artevelde geführt wurde. Er kam aber später wieder nach Kastilien zurück.
Ferdinand I. von Portugal starb 1383 ohne einen Erben und Johann I. von Kastilien beanspruchte den Thron von Portugal für sich, weil er verheiratet war mit der einzigen Tochter des Königs, Beatrix von Portugal. Allerdings beanspruchte der Meister des Ordens von Avis, der Halbbruder Ferdinands, Johann von Avis, auch den Thron und Kastilien erklärte daraufhin ihm den Krieg, was zur Krise 1383 bis 1385 führte. In diesem neuen Feldzug führte Sánchez de Tovar die kastilische Flotte wieder gegen die Portugiesen und beteiligte sich an der Belagerung von Lissabon, bei der er 1384 wegen der Pest in seinem Flaggschiff, die San Juan de Arenas, starb. Sein Leichnam wurde dann nach Sevilla gebracht und in der Kapelle San Clemente der Kathedrale Santa Maria begraben. Wegen der Pest scheiterte die Belagerung und das trug auch zur Niederlage Kastiliens in dem Krieg bei. Sein Nachfolger in der kastilischen Flotte wurde sein Sohn Juan Fernández de Tovar.

## Bibliografie
- Fernández Duro, Cesáreo. La Marina de Castilla. Madrid (1995) ISBN 978-84-86228-04-0 (spanisch)
- Díaz González, Francisco Javier; Calderón Ortega, José Manuel (2001). «Los almirantes del "Siglo de Oro" de la marina castellana medieval». En la España medieval (Servicio de Publicaciones de la Universidad Complutense de Madrid) (24): S. 311-364. ISSN 0214-3038. (spanisch)